# Fluorure d'actinium
Le fluorure d'actinium est un composé chimique de formule AcF3.